# 巴蛭
巴蛭（学名：Barbronia weberi）为沙蛭科巴蛭属的动物，俗名韦氏白勃石蛭。分布于印度尼西亚、菲律宾、婆罗洲、印度、阿富汗以及中国大陆的内蒙古、吉林、辽宁、江苏、安徽、浙江、湖北、湖南、福建、广西、江西、河南、山东、陕西、甘肃、黑龙江、四川、贵州、云南、西藏等地，多生活于高山溪流或池塘以及常附于岸边石块下。其生存的海拔上限为6300米。该物种的模式产地在印度尼西亚爪哇岛。